# Vasile Iordache
Vasile Iordache (Iași, 9 ottobre 1950) è un ex calciatore rumeno.

## Carriera

### Club
Ha militato nella massima serie rumena con le maglie di Politehnica Iași (due stagioni), Steaua Bucarest (per 13 anni nei quali ha vinto due campionati e due coppe nazionali) e Brașov, dove ha giocato le sue due ultime stagioni professionistiche.

### Nazionale
Ha giocato 25 partite con la Nazionale rumena, partecipando anche agli Europei francesi del 1984.

## Palmarès
- Campionato rumeno: 2

Steaua Bucarest: 1975-1976, 1977-1978
- Coppa di Romania: 2

Steaua Bucarest: 1975-1976, 1978-1979